# 米歇尔·贝尔塞伯
米歇尔·贝尔塞伯（荷蘭語：Michelle Velzeboer，2003年3月9日—），荷兰女子短道速滑运动员，2020年冬季青年奥林匹克运动会女子500米银牌得主、2023年世界短道速滑锦标赛女子3000米接力金牌得主、2024年世界短道速滑锦标赛女子3000米接力金牌得主。姐姐桑德拉同样是短道速滑运动员。